# Stift Klosterneuburg
Stift Klosterneuburg er et  augustinerkloster i den østrigske by Klosterneuburg i delstaten Niederösterreich. Klosteret er grundlagt den 12. juni 1114 af Leopold 3. af Østrig.
Oprindelig var det et kloster for sekulære kanniker, men allerede i 1133 overgav Leopold 3. klosteret til Augustinerkannikerne. Markgreven ville bygge en østrigsk domkirke ved Babenberg markgrevernes residens, hvilket dog Passau bispedømme modsatte sig.
Første provst efter bygningen af klosteret var Leopold 3.'s søn Otto af Freising. 
Det store bygningsværk, hvis hovedpart er bygget mellem 1730 og1834, er bygget på et bjerg, som rejser sig direkte over Donau. Fundamenterne kan sammen med et slotstårn og et gotisk kapel dateres tilbage til det 12. århundrede. Et kapel fra 1318 med Leopold 3.'s grav er også bevaret. Fra 1634 fik habsburgere ombygget klosteret i en barok stil, som blev forestået af arkitekterne Jakob Prandtauer, Joseph Emanuel Fischer von Erlach og Donato Felice d'Allio.
I Stift Klosterneuburg opbevares den østrigske ærkehertughat, som tilhørte Ærkehertugdømmet Østrig. Endvidere findes et bibliotek med mere end 30.000 genstande.